# Boletus xanthocyaneus
Boletus xanthocyaneus är en gul sopp med kraftigt blånande kött som först beskrevs av Paul Ramain, som Boletus purpureus var. xanthocyaneus, och sedan som egen art av Henri Romagnesi 1976. Den förekommer i Europa och är sällsynt funnen från Grekland till Storbritannien. Artens status är omtvistad och den anses kunna vara en gul form av Imperator torosus eller Imperator rhodopurpureus.